# Forza Motorsport 6
 (janvier 2024).
Forza Motorsport 6 est un jeu vidéo de course automobile développé par Turn 10 et publié par Microsoft Studios, sorti en septembre 2015 sur Xbox One.

## Système de jeu

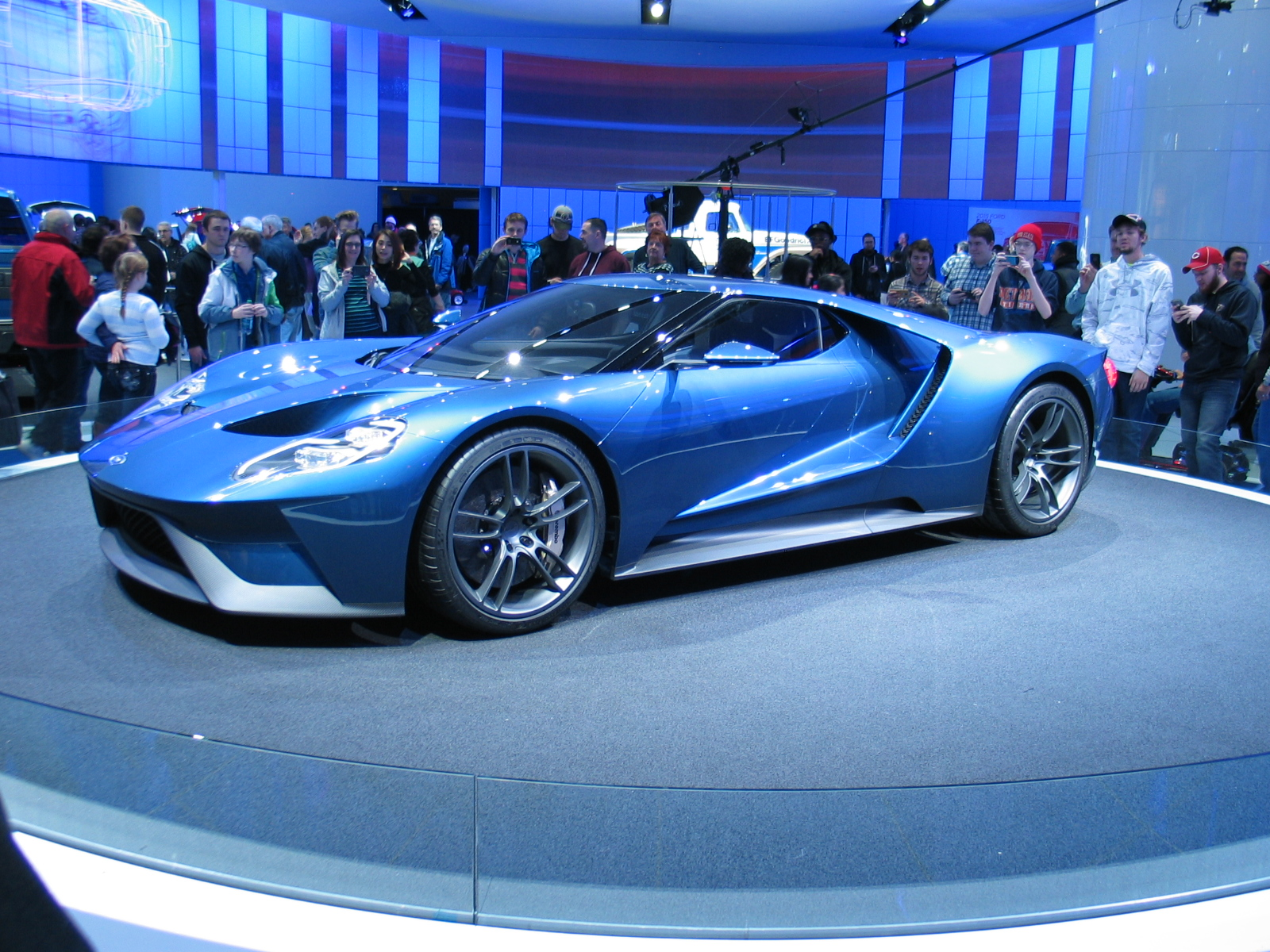
La Ford GT de 2016 est la Hero Car du jeu.

Forza Motorsport 6 est une simulation automobile dans laquelle plusieurs modes sont proposés.
En outre, le joueur peut participer au mode Carrière, lequel est divisé en cinq sections permettant de conduire des véhicules de plus en plus puissants. Le joueur gagne de l'expérience et des crédits après chaque course lui permettant d'étoffer son garage ou de personnaliser ses véhicules. À chaque niveau une loterie lui propose un gain aléatoire. Des rassemblements se déverrouillent au fil de la progression du joueur lui permettant de participer à d'autres épreuves.
Le mode Forza Vista permet d'observer en détail et d'apprendre les spécificités des 461 véhicules inclus dans le jeu.
Un mode multijoueur permet aussi aux joueurs de s'affronter jusqu'à 24 participants, comme en solo.
Le mode Rival permet, lui, d'effectuer des contres-la-montre avec des joueurs de toute la communauté Forza et autres défis, tel que du drift avec différentes classes de véhicules. L'apparition des courses de nuit et sous la pluie est une nouveauté sur cette 6e édition du jeu.
Par la suite, différents contenus additionnels sont proposés après la sortie du jeu, ainsi que des packs de véhicules et deux extensions majeures rajoutant du contenu.

### Voitures
Forza Motorsport 6 compte 461 voitures à sa sortie et 612 voitures en incluant le contenu téléchargeable sorti plus tard.

### Circuits
Le jeu comporte 23 circuits :
- Alpes
- Brands Hatch
- Catalunya
- Circuit des Amériques
- Daytona
- Hockenheim
- Indianapolis
- Laguna Seca
- Le Mans
- Lime rock
- Long beach
- Monza
- Nurburgring
- Prague
- Road Atlanta
- Rio
- Sebring
- Silverstone
- Spa
- Test Track
- Top Gear
- Watkins Glen
- Yas Marina